# ليندسي روبرتسون
ليندسي روبرتسون (بالإنجليزية: Lindsay Robertson)‏ هو عداء ماراثون بريطاني سابق، وُلد في 28 يونيو 1958. فاز بماراثون طبريا في أعوام 1984، 1985، و1987، وحقق أفضل زمن شخصي له في ماراثون فرانكفورت عام 1987 بزمن قدره 2:13:30 ساعة.

## روابط خارجية
ليندسي روبرتسون
بطولة العالم لألعاب القوى